# Comuna Kukavka, Moghilău
Kukavka (în ucraineană Кукавка) este o comună în raionul Moghilău, regiunea Vinnița, Ucraina, formată din satele Kukavka (reședința), Lomaziv și Nîjciîi Olcedaiiv.

## Demografie
Componența lingvistică a satului Kukavka
     Ucraineană (98,5%)
     Rusă (1,2%)
     Alte limbi (0,25%)
Conform recensământului din 2001, majoritatea populației satului Kukavka era vorbitoare de ucraineană (98,5%), existând în minoritate și vorbitori de rusă (1,2%).